# Aldo Gucci
Aldo Gucci (Florencia, 26 de mayo de 1905-Roma, 19 de enero de 1990) fue un empresario y diseñador italiano.
Fue el hijo mayor del empresario Guccio Gucci, fundador de la empresa familiar Gucci Shops Inc., una de las más importantes de alta costura en el mundo. También ejerció como presidente de la compañía.
En 2021 fue interpretado en la película La Casa Gucci por el actor  Al Pacino.